# Ímandra

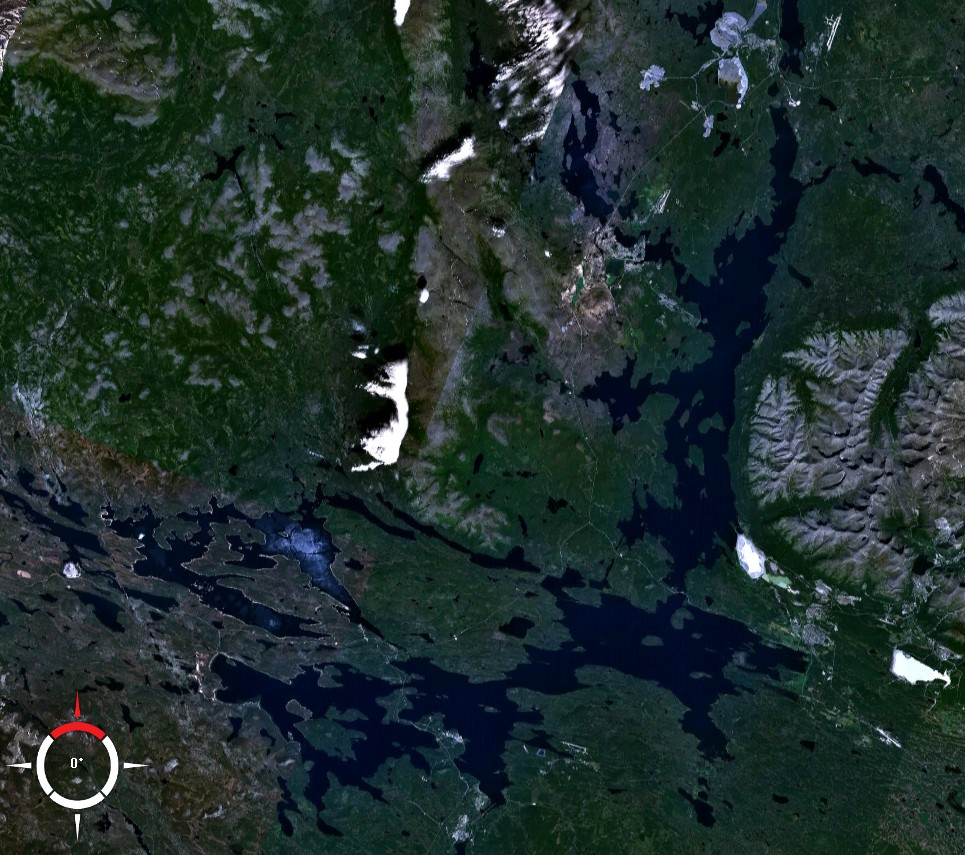
Vista de satèl·lit del Llac Ímandra.

L'Ímandra (en rus Имандра; en finès Imantero) és un llac de Rússia que es troba a la península de Kola, al sud de Múrmansk, dins l'Óblast de Múrmansk, a la Lapònia russa.Es troba a 127 msnm. La seva superfície és de 876 km² i la profunditat màxima, de 67 metres. Drena les aigües cap al golf de Kandalakxa, a la mar Blanca, a través del riu Niva.
El llac és conegut per la transparència de les seves aigües i l'abundant pesca. Les principals ciutats que es troben a la riba del llac són: Montxegorsk, important centre d'esports hivernal; Apatiti i Poliàrnie Zori.
En la dècada de 1970, l'extracció de silicats de nefelina del Massís de Khibini va produir episodis de contaminació en les seves aigues.

## Referència
1. ↑  Yakovlev, Evgeny; Druzhinina, Anna; Druzhinin, Sergey; Zykov, Sergey; Ivanchenko, Nikolay «Assessment of physical and chemical properties, health risk of trace metals and quality indices of surface waters of the rivers and lakes of the Kola Peninsula (Murmansk Region, North–West Russia)» (en anglès). Environmental Geochemistry and Health, 44, 8, 01-08-2022, pàg. 2465–2494. DOI: 10.1007/s10653-021-01027-5. ISSN: 1573-2983.
2. ↑  Marin, Yuri. XIII General Meeting of the Russian Mineralogical Society and the Fedorov Session (en anglès).  Springer Nature, 2023-02-14, p. 460. ISBN 978-3-031-23390-6.
3. ↑  «Kandalaksha Bay».   Ramsar Sites Information Service, 1976. [Consulta: 10 març 2024].
4. ↑  Breyfogle, Nicholas. Eurasian Environments: Nature and Ecology in Imperial Russian and Soviet History (en anglès).  University of Pittsburgh Press, 2018-11-06, p. 182. ISBN 978-0-8229-8633-1.